# Ben Moody
Benjamin Robert Moody II (Little Rock, Arkansas; 22 de enero de 1980), más conocido como Ben Moody, es un cantante, compositor, multinstrumentista, y productor musical estadounidense.
Cofundador, guitarrista y compositor de la banda Evanescence, banda a la que perteneció de 1995 a octubre de 2003; desde que salió de Evanescence, Moody ha colaborado con varios artistas e intérpretes de Estados Unidos, ha lanzado dos álbumes como solista y actualmente es miembro y fundador del grupo de rock gótico We Are The Fallen y el grupo de rock alternativo The Halo Method.
El 12 de enero de 2013 se casó con la actriz Jaclyn Napier. La pareja tiene dos hijos.

## Carrera musical

### Principios en Evanescence
Moody y Amy Lee se conocieron en 1994 cuando estaban en un campamento juvenil. Ben la escuchó tocar en el piano «I'd Do Anything for Love (But I Won't Do That)» de Meat Loaf y le gustó; los dos se hicieron amigos y juntos formaron Evanescence. Muy pronto comenzaron a tocar música en las tiendas locales y en 1996 el dúo comenzó a vender EP en ferias locales, culminando con su descubrimiento por parte de Wind-up Records y haciendo el lanzamiento de su exitoso álbum debut, Fallen.
En la gira europea del álbum Fallen, en octubre de 2003; Moody abandonó bruscamente la banda citando diferencias creativas con Amy Lee.

### Colaboraciones
A partir de 2004, Moody comenzó a colaborar con una variedad de artistas, que trabajan en múltiples disciplinas. Ese mismo año, coescribió el tema "Nobody's Home" para el segundo álbum de Avril Lavigne, Under My Skin; y escribió y grabó la canción "The End Has Come", con Jason C. Miller y Jason "Gong" Jones para la banda sonora de The Punisher; luego colaboró con David Hodges, Kelly Clarkson, y otros compositores en el segundo álbum de esta misma, titulado Breakaway, trabajando en las canciones "Because of You" y "Addicted".
A principios de 2005, Moody tocó la guitarra solista de la canción "Forever in Our Hearts", la canción para víctimas del tsunami hecho exclusivamente para iTunes, también colaboró con la cantante Anastacia en la canción Everything Burns canción que fue usada en la banda sonora de Los Cuatro Fantásticos.
En 2007, Moody trabajó con Céline Dion en su álbum Taking Chances, y ha colaborado con otros artistas como Hana Pestle entre otros.

#### Carrera solista
El 16 de diciembre de 2008, Moody da a conocer sus primeras canciones como solista en el Mutiny Bootleg EP, Ben Moody afirmó que en el EP existía una colaboración entre Hana Pestle que no se publicaría en el álbum; El EP fue gratis.
El 9 de junio de 2009, Moody publica su primer álbum en solitario titulado All For This digitalmente, vía Amazon.com, iTunes y Amie Street.
El 11 de noviembre de 2011 publica su segundo álbum en solitario, titulado You Can't Regret What You Don't remember digitalmente, vía Amazon.com y iTunes.

### We Are The Fallen
En junio de 2009, Ben Moody dio a conocer su nuevo proyecto, conocido como We Are The Fallen, el cual está integrado por él y sus excompañeros de Evanescence, el guitarrista John Lecompt y el baterista Rocky Gray acompañados del mejor amigo de Ben, el bajista Marty O'Brien (ex Static-X) y en la voz, la Irlandesa Carly Smithson.
We Are The Fallen hizo su primera aparición en público el 22 de junio de 2009, donde la banda tocó su primer single "Bury Me Alive"; tiempo después lanzaron su álbum debut el cual se titula, Tear the World Down, y en 2012 lanzan su primer DVD llamado Cirque Des Damnes. En este DVD se ve la más reciente presentación de We Are The Fallen en su ciudad de origen, Los Ángeles. Este fue un show especial, ya que se hizo para festejar el cumpleaños número 30 de Moody; en este DVD se puede ver un dueto entre Ben y su novia (Hana Pestle)

### The Halo Method
En 2012, forma junto al vocalista Lukas Rossi y al exbaterista de Papa Roach, Dave Buckner, el proyecto The Halo Method; completando la formación con Josh Newell en el bajo. Grabaron su primer trabajo discográfico Reset que salió en mayo de 2013. En 2014, Dave Bucker abandona la banda; en su reemplazo la batería queda a cargo de Miles McPherson.

## Carrera de actuación
Aparte de sus esfuerzos musicales, Moody trabaja con su compañía de producción de televisión y cine, Makeshift Films y también ha hecho pequeñas participaciones en el cine, como el personaje de un zombi en la película Resident Evil Apocalypse; y en la versión del 2007 de la película de Lionsgate, Dead and Gone.

## Discografía

### We Are The Fallen
- 2010: Tear the World Down
- 2012: Cirque Des Damnés

### Evanescence
- 1998: Evanescence EP
- 1999: Sound Asleep EP
- 2000: Origin
- 2003: Mystary EP
- 2003: Fallen

### Álbum en solista
- 2008: Mutiny Bootleg EP
- 2009: All for This
- 2011: You Can't Regret What You Don't Remember.

### The Halo Method
- 2013: Reset EP

### Colaboraciones
- 2004: Avril Lavigne - "Nobody's Home" (escritura) - Under My Skin
- 2004: Ben Moody canta con Jason C. Miller y Jason "Gong" Jones - "The End Has Come" - The Punisher The Punisher Soundtrack y Can't Regret What You Don't Remember
- 2004: Kelly Clarkson, Ben Moody, Marty O'Brien, Mark Colbert, David Hodges - "Because of You" y "Addicted" - Breakaway
- 2005: Ben Moody canta con Anastacia - "Everything Burns" - Fantastic 4: The Album y Can't Regret What You Don't Remember
- 2005: Lindsay Lohan - "Fastlane" (escritura), "Edge of Seventeen" (guitarra) - A Little More Personal (Raw)
- 2006: Belinda Peregrín - "Bella Traición (End Of The Day)" (escritura)
- 2007: Daughtry - "What About Now" (escritura) - Daughtry